# Czarna Elstera
Czarna Elstera (niem. Schwarze Elster, dolnołuż. Carny Halšter, górnołuż. Čorny Halštrow, cz. Černý Halštrov) – rzeka we wschodnich Niemczech, prawy dopływ Łaby o długości 188 km.
Rzeka wypływa ze źródeł na Pogórzu Zachodniosudeckim, między miejscowościami Elstra i Bischofswerda, na wschód od Drezna, płynie przez Niziny Sasko-Łużyckie, a do Łaby uchodzi koło miejscowości Elstra, na wschód od Wittenbergi.
Ważniejsze miejscowości nad Czarną Elsterą: Kamenz, Hoyerswerda, Senftenberg, Lauchhammer, Elsterwerda, Bad Liebenwerda, Falkenberg/Elster, Jessen.